# Äpplet (Schiff)
Die Äpplet (schwedisch für „Der Apfel“; wohl in Anlehnung an den Reichsapfel) war neben dem königlichen Schiff Vasa eines der großen Kriegsschiffe, die Schweden um die 1620er Jahre im Auftrag von König Gustav II. Adolf baute. Das Wrack der Äpplet wurde erst im Jahr 2021 entdeckt und wird derzeit erforscht.

## Historische Hintergründe
König Gustav II. Adolf von Schweden ließ die Äpplet und die Vasa bauen, um der zur Seegroßmacht aufstrebenden schwedischen Marine während des Dreißigjährigen Krieges eine Vormachtstellung in der Ostsee zu verschaffen. Im Jahr 1630 wurde die Äpplet eingesetzt, um die in den Krieg eintretende schwedische Armee nach Deutschland zu verschiffen. Dabei befanden sich rund 900 Soldaten und 100 Mann Besatzung auf dem Schiff.

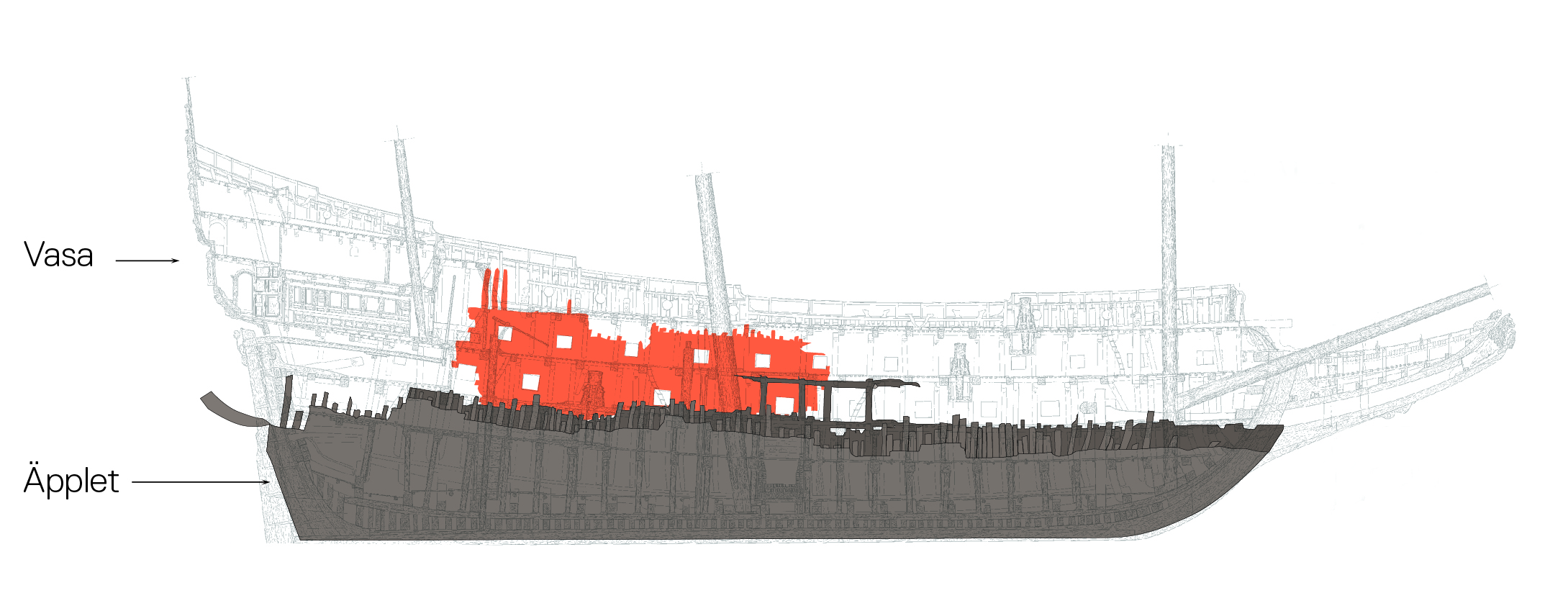
Größenvergleich: Wracks der Schwesterschiffe Vasa und Äpplet

## Bau, Reparatur und Verbleib
Die Äpplet wurde etwa ein Jahr nach dem Untergang der annähernd gleich großen Vasa erneut in Dienst gestellt. Obwohl sie bereits 1622 fertiggestellt und bis 1624 dienstfertig ausgerüstet wurde, gab es vor allem durch die Länge des Schiffes und einen zu schwachen Rumpf erhebliche Probleme. Dies hatte eine von 1625 bis 1629 dauernde Reparatur zufolge. Der zuständige Schiffsbaumeister war Hein Jacobsson. Im Jahr 1658 wurde die marode Äpplet außer Dienst gestellt und  nahe Vaxholm versenkt, um als Blockschiff eine Meerenge nordöstlich von Stockholm vor Feinden zu schützen.

## Archäologie
Im Dezember 2021 fanden Meeresarchäologen das Wrack der Äpplet, was aber erst im Oktober 2022, nach verschiedenen Untersuchungen am Wrack, offiziell bestätigt werden konnte. So ergab beispielsweise die Analyse des Holzes, dass die  Eichen 1627 im Mälartal gefällt wurden, woher auch das Baumaterial des Schwesterschiffs Vasa stammt. Das Wrack der Äpplet befindet sich in einem militärischen Sicherheitsbereich; eine Bergung ist nicht geplant. Im Frühling 2023 begannen Meeresarchäologen des schwedischen Museum of Wracks mit der schwedischen Marine, das gut erhaltene Wrack digital für ein detailliertes 3D-Modell zu vermessen. Dabei wurden Holzskulpturen von Löwenköpfen – dem schwedischen Wappentier – und die eines Apfels erfasst.

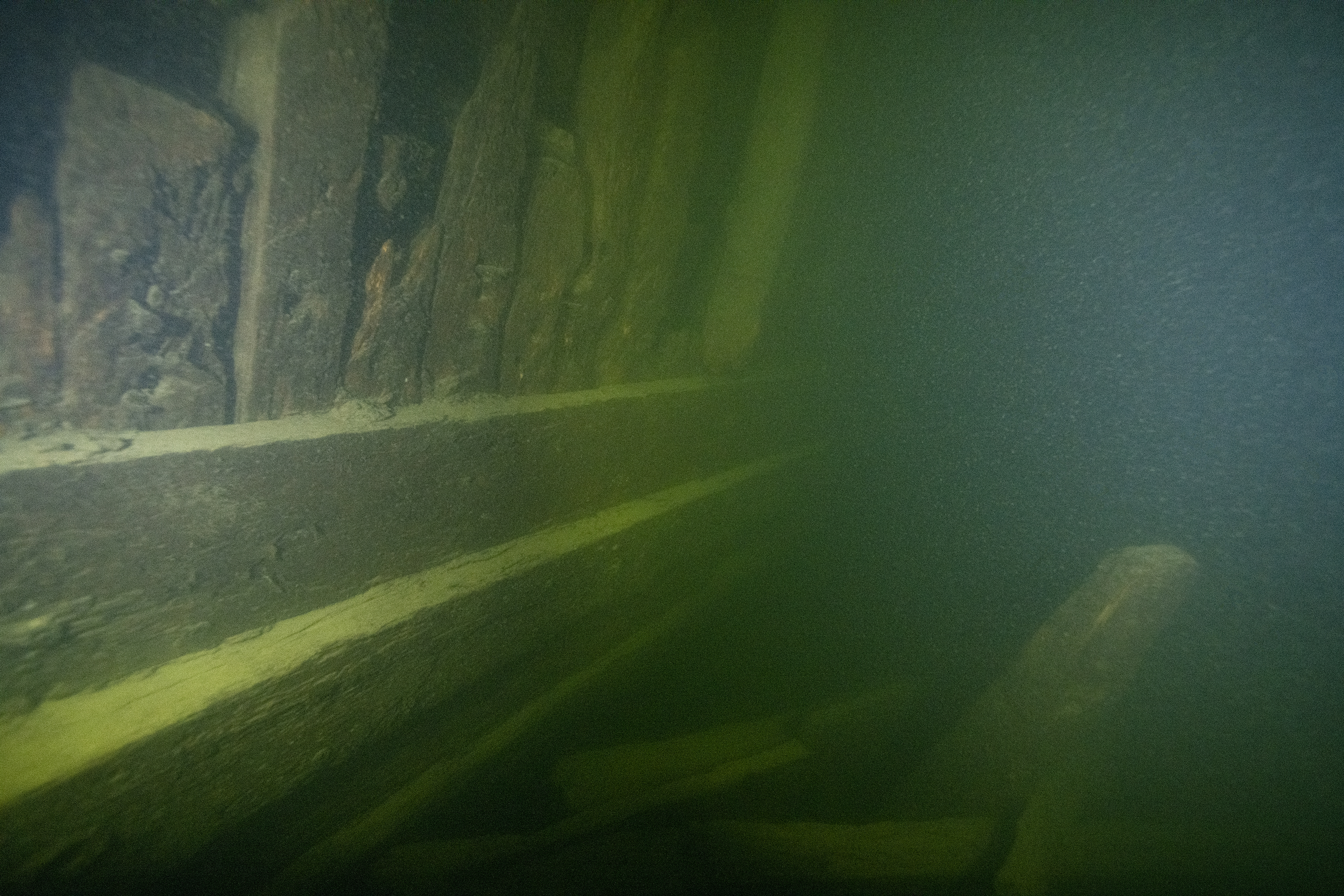
Äpplet-Wrack: Backbordseite Schiffsrumpf
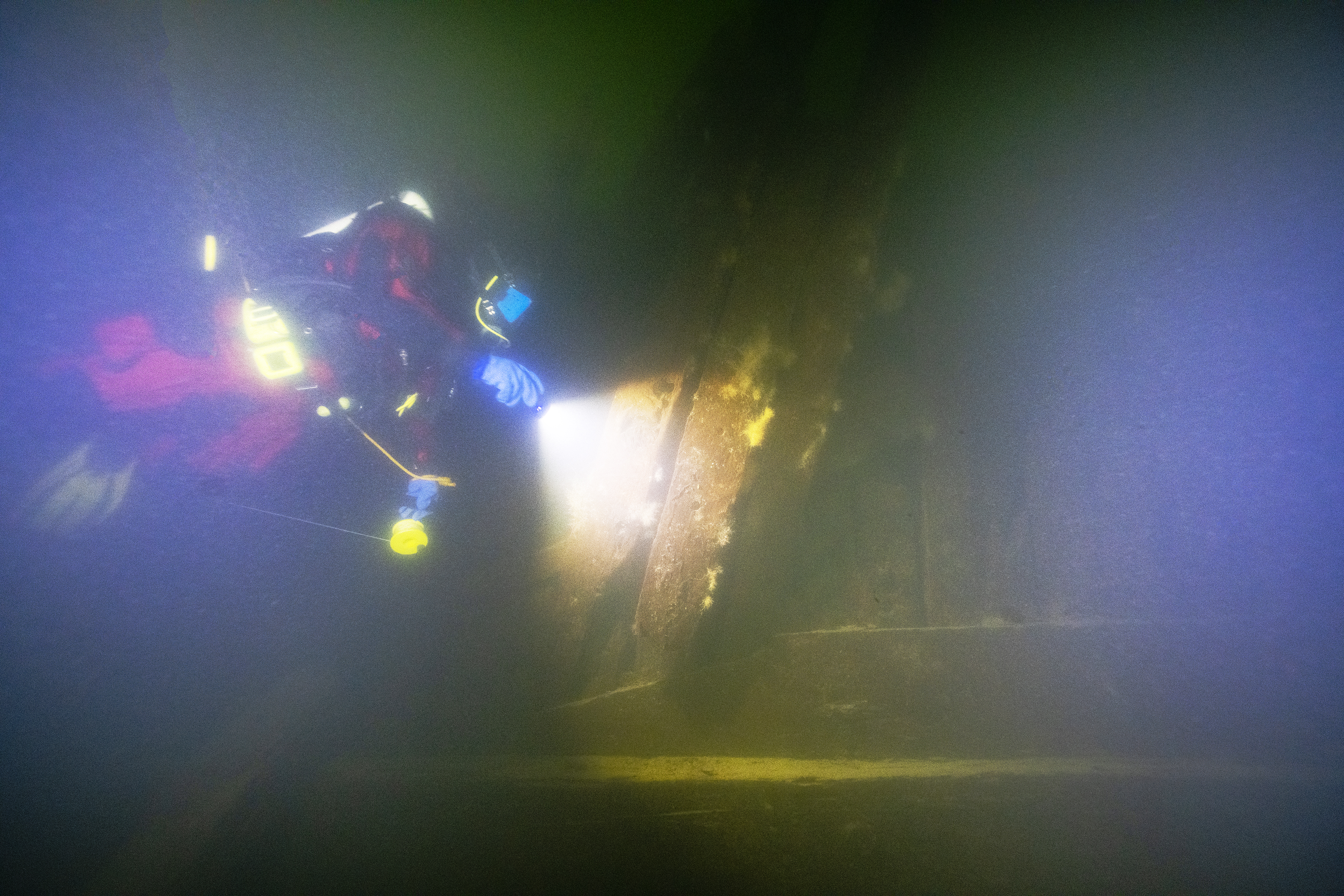
Äpplet-Wrack: Backbordseite, Höhe unteres Kanonendeck
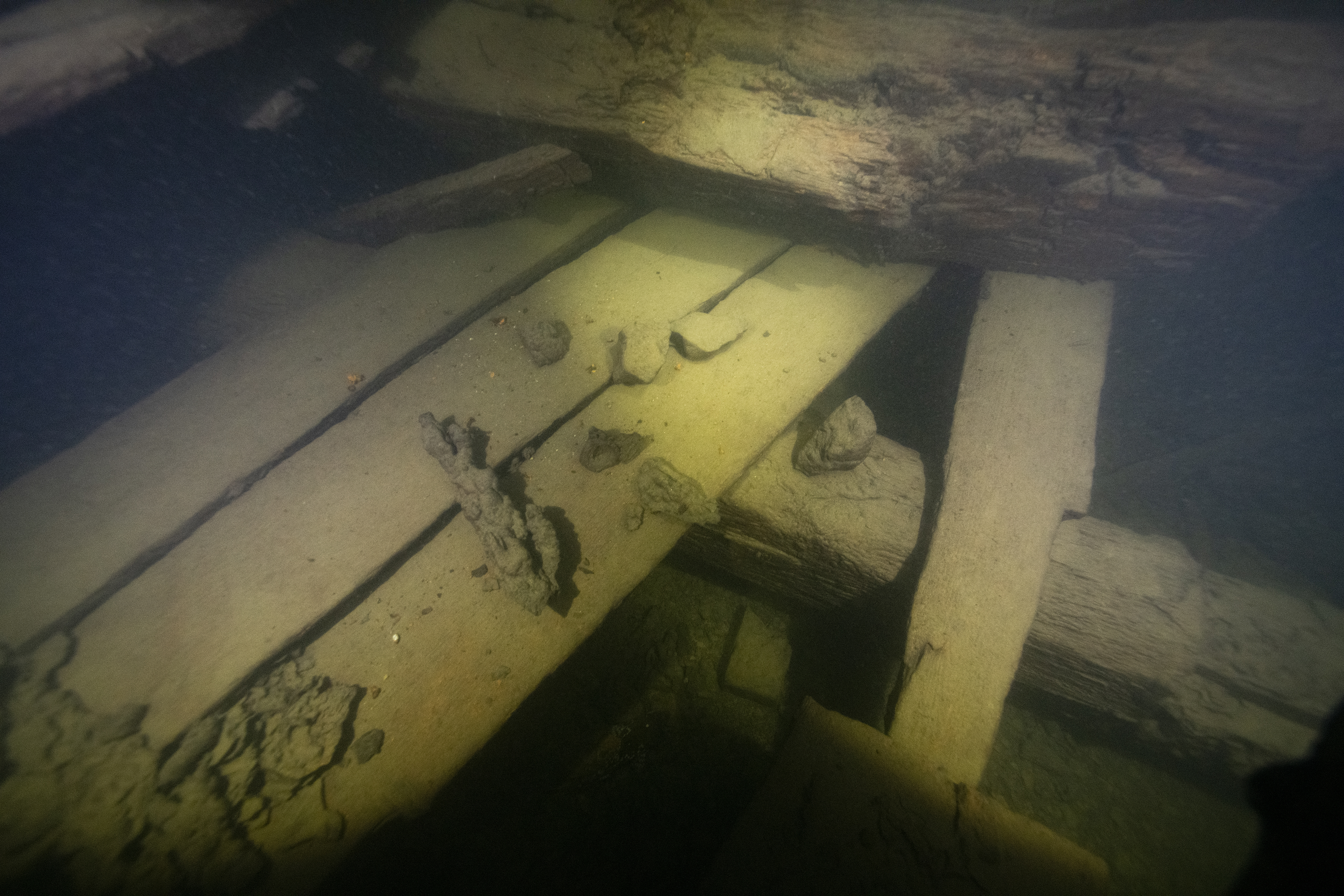
Äpplet-Wrack: Unteres Kanonendeck
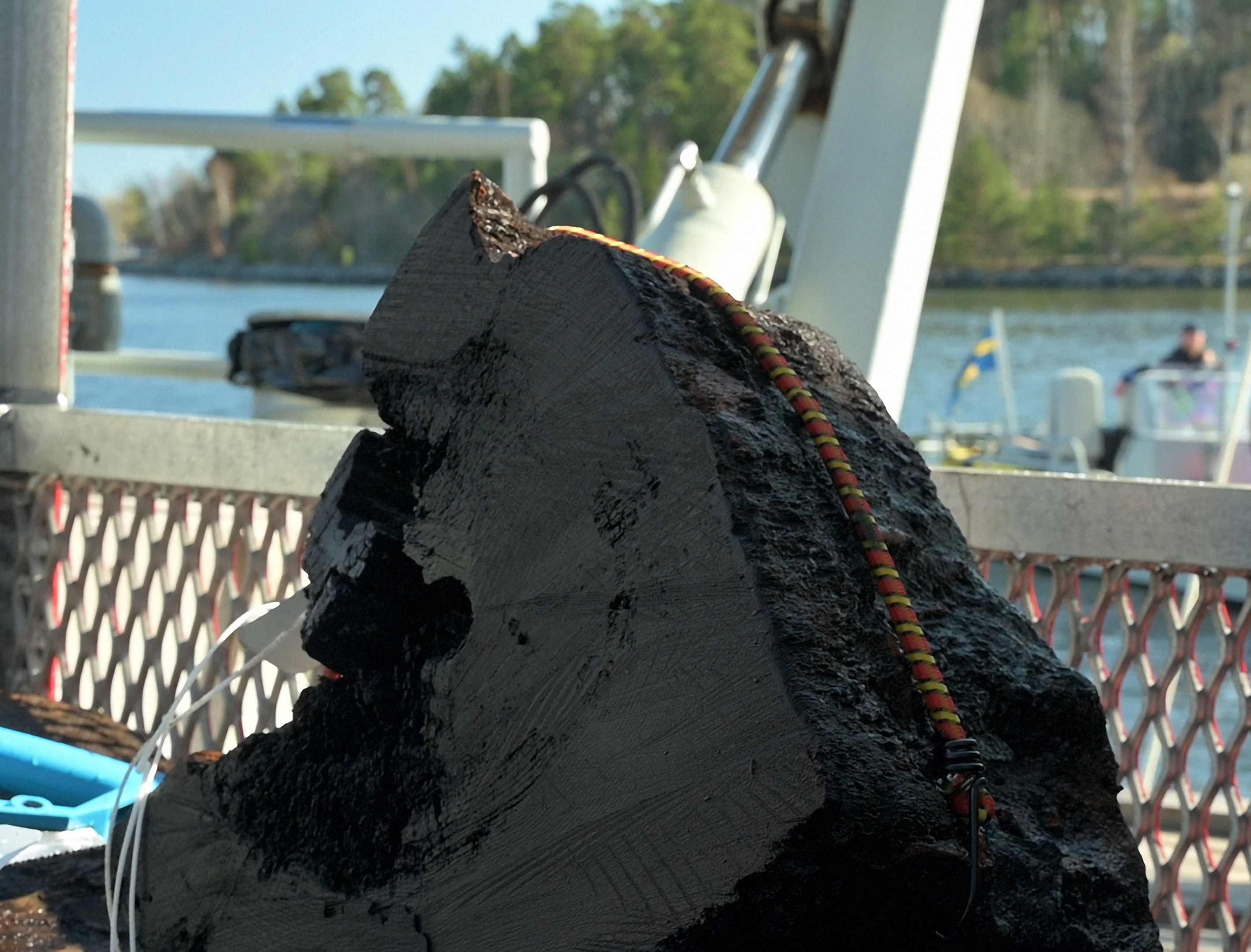
Für Untersuchungen geborgenes Wrackteil von Äpplet